# Liste der Stolpersteine in Trebur
Die Liste der Stolpersteine in Trebur enthält die Stolpersteine, die im Rahmen des gleichnamigen Kunst-Projekts von Gunter Demnig in Trebur verlegt wurden. Mit ihnen soll an die Opfer des Nationalsozialismus erinnert werden, die in Trebur lebten und wirkten.

## Astheim
| Name                | Adresse             | Bild                                     | Inschrift | Verlegedatum | Biografie und Anmerkungen |
| ------------------- | ------------------- | ---------------------------------------- | --- | ------------ | ------------------------- |
| Kathinka Rothschild | Alt Astheim 44 ·    | Trebur, Stolperstein Kathinka Rothschild | Hier wohnte Kathinka Rothschild geb. Oppenheimer Jg. 1870 deportiert 1942 Theresienstadt 1942 Treblinka ermordet                                     | 6. Sep. 2016 |                           |
| Alfred Romberg      | Alt Astheim 44 ·    | Trebur, Stolperstein Alfred Romberg      | Hier wohnte Alfred Romberg Jg. 1890 gedemütigt/entrechtet tot 4.3.1934                                                                               | 6. Sep. 2016 |                           |
| Sitta Romberg       | Alt Astheim 44 ·    | Trebur, Stolperstein Sitta Romberg       | Hier wohnte Sitta Romberg geb. Rothschild Jg. 1897 Flucht 1939 England 1945 USA                                                                      | 6. Sep. 2016 |                           |
| Sitta Oppenheimer   | Alt Astheim 44 ·    | Trebur, Stolperstein Sitta Oppenheimer   | Hier wohnte Sitta Oppenheimer Jg. 1910 Flucht 1935 Südafrika                                                                                         | 6. Sep. 2016 |                           |
| Margaret Furst      | Alt Astheim 44 ·    | Trebur, Stolperstein Margaret Furst      | Hier wohnte Margaret Furst geb. Romberg Jg. 1929 Flucht 1939 England 1945 USA                                                                        | 6. Sep. 2016 |                           |
| Berthold Romberg    | Alt Astheim 44 ·    | Trebur, Stolperstein Berthold Romberg    | Hier wohnte Berthold Romberg Jg. 1930 Flucht 1939 England 1945 USA                                                                                   | 6. Sep. 2016 |                           |
| Joseph Strauss      | Mainzer Straße 12 · | Trebur, Stolperstein Joseph Strauss      | Hier wohnte Joseph Strauss Jg. 1857 gedemütigt/entrechtet tot 20.8.1940                                                                              | 6. Sep. 2016 |                           |
| Berta Strauss       | Mainzer Straße 12 · | Trebur, Stolperstein Berta Strauss       | Hier wohnte Berta Strauss Jg. 1889 deportiert 1942 Piaski ermordet                                                                                   | 6. Sep. 2016 |                           |
| Siegfried Strauss   | Mainzer Straße 12 · | Trebur, Stolperstein Siegfried Strauss   | Hier wohnte Siegfried Strauss Jg. 1891 'Schutzhaft' 1938 Buchenwald deportiert 1942 Piaski                                                           | 6. Sep. 2016 |                           |
| Isidor Strauss      | Mainzer Straße 12 · | Trebur, Stolperstein Isidor Strauss      | Hier wohnte Isidor Strauss Jg. 1894 'Schutzhaft' 1938 Buchenwald deportiert 1942 Piaski                                                              | 6. Sep. 2016 |                           |
| Martha Strauss      | Mainzer Straße 12 · | Trebur, Stolperstein Martha Strauss      | Hier wohnte Martha Strauss Jg. 1898 Flucht 1937 USA                                                                                                  | 6. Sep. 2016 |                           |
| Karl Barth          | Pfarrgasse 2 ·      | Trebur, Stolperstein Karl Barth          | Hier arbeitete Karl Barth Jg. 1899 im christlichen Widerstand verhaftet 1942 Vorwurf Kanzelmissbrauch Gefängnis Darmstadt 1943 Dachau entlassen 1945 | 6. Sep. 2016 |                           |

## Geinsheim
| Name                 | Adresse                 | Bild | Inschrift | Verlegedatum | Biografie und Anmerkungen |
| -------------------- | ----------------------- | ---- | --- | ------------ | ------------------------- |
| Simon Siegmund Kahn  | Leeheimer Straße 18 ·   |      | Hier wohnte Simon Siegmund Kahn Jg. 1863 Flucht Argentinien überlebt                                          | 7. Juli 2015 |                           |
| Karl Kahn            | Leeheimer Straße 18 ·   |      | Hier wohnte Karl Kahn Jg. 1902 Flucht 1936 Argentinien überlebt                                               | 7. Juli 2015 |                           |
| Max Kahn             | Oppenheimer Straße 15 · |      | Hier wohnte Max Kahn Jg. 1866 gestorben 22.1.1934 in Griesheim                                                | 7. Juli 2015 |                           |
| Mathilde Kahn        | Oppenheimer Straße 15 · |      | Hier wohnte Mathilde Kahn geb. Karlsruher Jg. 1872 Flucht USA überlebt                                        | 7. Juli 2015 |                           |
| Johanna Melanie Kahn | Oppenheimer Straße 15 · |      | Hier wohnte Johanna Melanie Kahn Jg. 1904 Flucht USA überlebt                                                 | 7. Juli 2015 |                           |
| Manfred Kahn         | Oppenheimer Straße 15 · |      | Hier wohnte Manfred Kahn Jg. 1909 Flucht 1937 USA überlebt                                                    | 7. Juli 2015 |                           |
| Albert Kaufmann      | Oppenheimer Straße 30 · |      | Hier wohnte Albert Kaufmann Jg. 1884 'Schutzhaft' 1938 Buchenwald deportiert 1942 ermordet im besetzten Polen | 7. Juli 2015 |                           |
| Hedwig Kaufmann      | Oppenheimer Straße 30 · |      | Hier wohnte Hedwig Kaufmann geb. May Jg. 1896 deportiert 1942 ermordet in Sobibor                             | 7. Juli 2015 |                           |

## Trebur
| Name                 | Adresse              | Bild                                      | Inschrift | Verlegedatum  | Biografie und Anmerkungen |
| -------------------- | -------------------- | ----------------------------------------- | --- | ------------- | ------------------------- |
| Lina Hiffelsheimer   | Hauptstraße 28 ·     | Trebur, Stolperstein Lina Hiffelsheimer   | Hier wohnte Lina Hiffelsheimer Jg. 1863 unfreiwillig verzogen 1938 Varel eingewiesen 1940 Heilanstalt Goddelau tot 4.8.1940                                      | 15. Nov. 2014 |                           |
| Sidoni Hiffelsheimer | Hauptstraße 28 ·     | Trebur, Stolperstein Sidoni Hiffelsheimer | Hier wohnte Sidoni Hiffelsheimer Jg. 1900 unfreiwillig verzogen 1938 Varel 'eingewiesen' 27.9.1940 Landes-Pflegeanstalt Brandenburg ermordet 27.9.1940 Aktion T4 | 15. Nov. 2014 |                           |
| Flora Goldschmidt    | Hauptstraße 44 ·     | Trebur, Stolperstein Flora Goldschmidt    | Hier wohnte Flora Goldschmidt geb. Goldschmidt Jg. 1869 deportiert 1942 Theresienstadt 1942 Treblinka ermordet                                                   | 7. Juli 2015  |                           |
| Erich Goldschmidt    | Hauptstraße 44 ·     | Trebur, Stolperstein Erich Goldschmidt    | Hier wohnte Erich Goldschmidt Jg. 1894 Flucht 1937 USA | 7. Juli 2015  |                           |
| Regina Goldschmidt   | Hauptstraße 44 ·     | Trebur, Stolperstein Regina Goldschmidt   | Hier wohnte Regina Goldschmidt geb. Traub Jg. 1905 Flucht 1937 USA                                                                                               | 7. Juli 2015  |                           |
| Ellen Goldschmidt    | Hauptstraße 44 ·     | Trebur, Stolperstein Ellen Goldschmidt    | Hier wohnte Ellen Goldschmidt Jg. 1927 Flucht 1937 USA | 7. Juli 2015  |                           |
| Emilie Levy          | Krummgasse 17 ·      | Trebur, Stolperstein Emilie Levy          | Hier wohnte Emilie Levy geb. Blumberg Jg. 1865 deportiert 1941 Theresienstadt befreit/überlebt                                                                   | 7. Juli 2015  |                           |
| Julius Levy          | Krummgasse 17 ·      | Trebur, Stolperstein Julius Levy          | Hier wohnte Julius Levy Jg. 1903 Flucht 1936 USA | 7. Juli 2015  |                           |
| Carl Levy            | Krummgasse 17 ·      | Trebur, Stolperstein Carl Levy            | Hier wohnte Carl Levy Jg. 1905 Flucht 1937 USA | 7. Juli 2015  |                           |
| Alex Levy            | Krummgasse 17 ·      | Trebur, Stolperstein Alex Levy            | Hier wohnte Alex Levy Jg. 1909 Flucht 1938 USA | 7. Juli 2015  |                           |
| Jakob Joseph Hayum   | Kümmelgasse 8 ·      | Trebur, Stolperstein Jakob Joseph Hayum   | Hier wohnte Jakob Joseph Hayum Jg. 1895 deportiert 1942 Piaski ermordet 3.7.1942 Majdanek                                                                        | 7. Juli 2015  |                           |
| Betty Hayum          | Kümmelgasse 8 ·      | Trebur, Stolperstein Betty Hayum          | Hier wohnte Betty Hayum geb. Levy Jg. 1897 deportiert 1942 ermordet in Piaski                                                                                    | 7. Juli 2015  |                           |
| Gustav Rosenbaum     | Nauheimer Straße 9 · | Trebur, Stolperstein Gustav Rosenbaum     | Hier wohnte Gustav Rosenbaum Jg. 1879 unfreiwillig verzogen 1939 Offenburg deportiert 1940 Gurs tot 5.12.1940                                                    | 15. Nov. 2014 |                           |
| Flora Rosenbaum      | Nauheimer Straße 9 · | Trebur, Stolperstein Flora Rosenbaum      | Hier wohnte Flora Rosenbaum geb. Bruchsaler Jg. 1891 unfreiwillig verzogen 1939 Offenburg deportiert 1940 Gurs interniert Drancy 1942 Auschwitz ermordet         | 15. Nov. 2014 |                           |